# 松明あかし

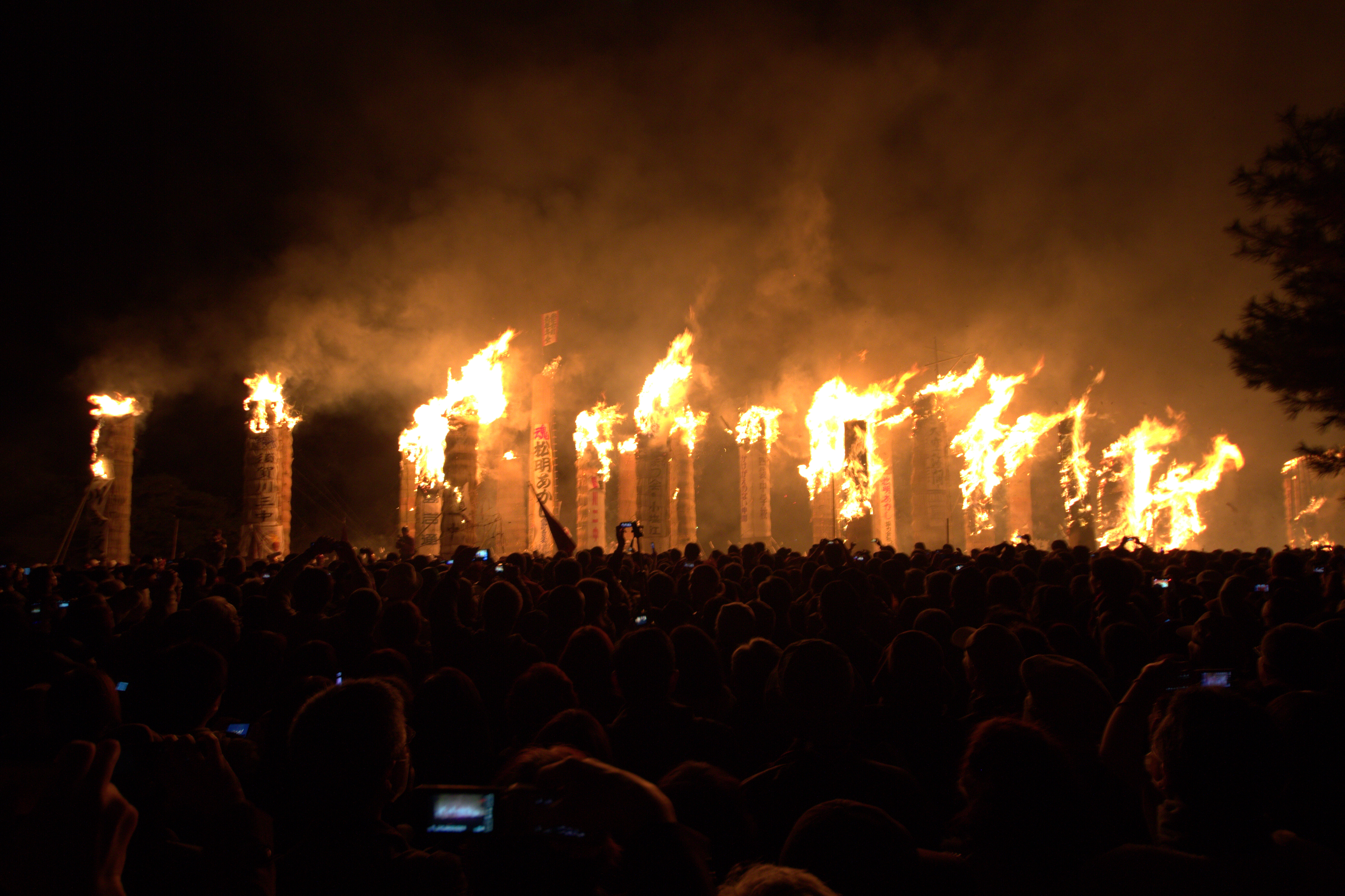
松明あかし

松明あかし（たいまつあかし）とは、福島県須賀川市で430年続く火祭りである。日本三大火祭りの一つに数えられることがある。毎年11月の第2土曜日に開催される。

## 概要
須賀川市商工

## 歴史
- 1589年（天正17年）伊達政宗が岩瀬郡周辺に勢力を伸ばして須賀川城の二階堂氏にも降伏を迫った。これに怒った家臣や領民が10月10日の夜、手に松明をともして町の東にある十日山に集まり、決死の覚悟で城を守ることを決議して城主の大乗院に進言した。この故事が祭りの元となる。
- 須賀川城の落城後は、この戦いで戦死した多くの人々の霊を弔うための行事として祭りが続けられた。須賀川周辺が新しい領主の支配下に入った後は領主の目をはばかり、ムジナ狩りと称して続けられ[1]、現在に至る。
- かつては旧暦の10月10日、その後は1985年までは新暦の11月10日に開催されていたが、1986年以降は現在の11月第2土曜日に開催されている。
- 御神火は二階堂神社で採火され、須賀川市内を巡り、会場の翠ヶ丘公園へ運ばれる。
- 1995年は「ふくしま国体」の開催に合わせて、通常より1か月早い10月14日に開催された。
- 2011年の福島第一原子力発電所事故の影響により、祭に使用する地元産のカヤから微量の放射性物質が検出された。須賀川市は原発から約60kmの所に位置しており、全国に材料の提供を求めた[2][3] 。
- 2020年・2021年は新型コロナウイルス感染拡大防止のため無観客で実施している。

## 交通アクセス
- 須賀川市までは東北新幹線郡山経由で東京から約1時間、仙台・宇都宮からは約1時間40分。
- JR須賀川駅から徒歩15分
- 東北自動車道の須賀川インターチェンジから車で5分
- 会場周辺に駐車場が約2,000台分ある